# 阿方索十世 (卡斯蒂利亞)
阿方索十世（Alfonso X de Castilla，又名el Sabio（智者），1221年11月23日—1284年4月4日），卡斯蒂利亚王国国王，在位时间为1252年－1284年。阿方索十世为斐迪南三世與霍亨斯陶芬家族出身的妻子碧翠克絲的長子，在托萊多出生。他在位期间，同时担任卡斯蒂利亚王国国王、雷昂王国国王、加利西亚王国国王。因為他的外祖父士瓦本公爵菲利普曾是神聖羅馬皇帝的對立國王，所以阿方索十世曾经试圖競選神聖羅馬皇帝，但1257年和1272年两次竞选均告失败。

## 继位
由特奥巴尔多一世作為納瓦拉國王的選舉結束後，阿方索十世的父親斐迪南三世試圖安排他與特奥巴尔多一世的女兒納瓦拉的布蘭奇結婚，但此舉並不成功。因此，在1240年，他娶了古茲曼地區的貴族之女古茲曼的吉蘭，但後來他們被宣布婚姻無效，又宣布其子女皆為私生子。而與此同時，他也與甫喪夫的姑姑，祖父阿方索九世的私生女萊昂的瑪麗亞(Maria Alfonso de Leon)交往，兩人在1241年生下了一個私生女Berenguela。在同一時期（1240年至1250年），他和他的父親一起征服了幾個穆斯林在安達盧斯的據點，如穆爾西亞、阿利坎特和加迪斯。
1249年，阿方索十世迎娶阿拉貢國王海梅一世與匈牙利的約蘭德所生的女兒薇爾蘭特，他們在三年前（1246年）訂婚。1252年，斐迪南三世逝世，阿方索十世繼承了他父親卡斯蒂利亞和雷昂的王位。次年（1253年），他入侵及佔領葡萄牙阿爾加維地區。葡萄牙國王阿方索三世被迫割地，但他獲得阿方索十世提出的一項協議，條件是他同意娶阿方索十世的私生女比阿特麗斯；結婚後，被佔領的土地將被送回給他倆的繼承人。1263年，阿方索十世兌現承諾退出阿爾加維與葡萄牙。
1254年，阿方索十世簽署了與英格蘭國王和阿基坦公爵亨利三世的聯盟條約，在戰爭中支持亨利三世對抗法國國王路易九世。在同一年，阿方索的妹妹，卡斯蒂利亞的埃莉諾與亨利三世的王位繼承人愛德華一世結婚。阿方索十世永遠放棄自稱擁有加斯科尼公國，由卡斯蒂利亞國王阿方索八世與英格蘭和加斯科尼的埃莉諾的結婚開始，卡斯蒂利亞一直聲稱擁有此地。

## 竞选德王
1256年，在大空位時期的對立國王荷蘭的威廉二世去世後，阿方索通過他的母親是皇帝紅鬍子腓特烈的兒子士瓦本的菲利普的女兒而擁有霍亨斯陶芬家族後裔的身份，聲稱代表士瓦本主線去繼承羅馬人民國王的王位。阿方索其實是受到選帝侯的誤導，將選舉變成了複雜的計劃，浪費了大量金錢作為選舉費用，但從未真正擁有羅馬人民國王的地位。他的對手康沃爾的理查卻於1257年前往德國的亞琛加冕為羅馬人民國王。阿方索卻從來未有到德國。他最初的支持者教皇亞歷山大四世亦因阿方索的盟友而轉為不支持他。最後在理查去世後，哈布斯堡王朝的魯道夫王子於1272年當選，由羅馬教皇格雷戈里十世宣布廢黜阿方索十世，1275年阿方索經過和教皇漫長的談判，終於放棄羅馬人民國王的頭銜。
為了獲得金錢去選舉，他將貨幣貶值，然後努力以關稅壓抑通漲。這樣他毀了領地內的小商家，亦冒犯了農民。他試圖通過零星的暴力行為嚇住貴族，但是他們終於在1272年背叛了阿方索十世。這次叛亂最終在1273年由阿方索十世的兒子斐迪南解決。

## 建立梅斯塔（Mesta）
1273年，阿方索十世創建了梅斯塔，協會約有3000名的在卡斯蒂利亞牧羊人參與，這是作為對傳統羊毛出口國英格蘭減少羊毛出口所作出的反應。該組織後來成為國家中非常強大的勢力（因羊毛成為卡斯蒂利亞第一大出口商品），並最終被因為其特權而成為卡斯蒂利亞經濟的致命傷。再者，其中一個副作用是迅速擴大羊群被抽出送到卡斯蒂利亞的農田中放牧。

## 逝世
阿方索十世的長子斐迪南王子，在1275年死於抵抗摩洛哥和格拉納達入侵的戰鬥中，留下兩個仍是嬰兒的兒子。阿方索的第二個兒子桑喬王子，自稱是新的繼任者，基於他要求以卡斯蒂利亞傳統習俗，認為以血脈接近及父系資歷等都應優先於斐迪南王子的兒子。阿方索十世卻傾向於將王位傳給他的孫子，但是桑喬得到貴族的支持。一場慘烈的內戰爆發導致阿方索十世在1282年被迫接受桑喬作為他的繼承人，而不是他年輕的孫子，當時只有城市塞維利亞，穆爾西亞和巴達霍斯仍然對他效忠。阿方索十世當時試圖推動民族團結運動，卻使摩爾人支持了他的兒子和貴族，而當他自己與摩洛哥馬林王朝蘇丹阿布優素福結盟時，阿方索十世被譴責為宗教敵人。1284年，他在被打敗和被遺棄在塞維利亞而逝世，只留下一份排除桑喬繼承的遺囑，因而再引發內戰。

## 文化贡献
阿方索十世對文化貢獻很大，他的作品由拉丁文、希伯來文以及阿拉伯文的作品翻譯或改寫而成的。他也是當時歐洲最有學問的國王之一，所以被稱爲“智者”。他的國家成爲歐洲文化最發達的地區。阿方索十世建立托萊多翻譯院，把許多東方作品翻譯成拉丁文。這所翻譯學校爲西班牙帶來文化的繁榮。他的主要作品有歷史著作《世界歷史》和《西班牙編年通史》。法學的巨著包括《七章法典》，阿方索十世將從羅馬法律條文中得到啓迪的東西進行整理收集並加以系統化。這部作品使人們瞭解到當時的生活習俗，它也是西班牙散文作品中的瑰寶。科學著作則有《阿方索星表》而娛樂方面的著作有《對弈集》。
| 阿方索十世 (卡斯蒂利亞) 伊夫雷亞王朝出生于：1221年11月23日逝世於：1284年4月4日 | 阿方索十世 (卡斯蒂利亞) 伊夫雷亞王朝出生于：1221年11月23日逝世於：1284年4月4日 | 阿方索十世 (卡斯蒂利亞) 伊夫雷亞王朝出生于：1221年11月23日逝世於：1284年4月4日 |
| 統治者頭銜                                                                     | 統治者頭銜                                                                     | 統治者頭銜                                                                     |
| ------------------------------------------------------------------------------ | ------------------------------------------------------------------------------ | ------------------------------------------------------------------------------ |
| 前任： 斐迪南三世                                                              | 卡斯蒂利亞國王、雷昂王国国王、加利西亚王国国王 1252年-1284年                   | 繼任： 桑喬四世                                                                |